# つのだりょうこ
つのだりょうこ（1976年〈昭和51年〉7月3日 - ）は、日本の歌手、タレント、リトミック講師。本名、角田 亮子（読み同じ）。群馬県沼田市出身。群馬県立沼田女子高等学校卒業、武蔵野音楽大学音楽学部器楽科卒業。身長168cm。血液型A型。既婚、二児（1男1女）の母。

## 人物
武蔵野音楽大学在学中の1998年秋にNHK教育テレビの番組『おかあさんといっしょ』オーディションに合格し、1999年（平成11年）4月より18代目「うたのおねえさん」に就任。共演のうたのおにいさんは9代目の杉田あきひろ（同時就任・同時退任）、たいそうのおにいさんは10代目の佐藤弘道、身体表現のおねえさんは3代目のタリキヨコ（同時就任）。
それまで歌のお姉さんは音大の声楽科出身者がほとんどで、つのだは器楽（ピアノ）科だったが、「声質が良かった」という理由から採用された。このことから、就任当初はコンサートなどでピアノを演奏することがあった。
2003年（平成15年）4月5日の放送をもって、うたのおねえさんを卒業。2020年からはつのだを含めたおかあさんといっしょのOG・OBで「けんこうらんど」というチームを組み、YouTubeで活動していた。
2021年（令和3年）3月17日、厚生労働省主催『Re-START～みんなで考えよう 依存症のこと』へサプライズゲストとして途中から参加し、イベント冒頭から参加していた『おかあさんといっしょ』時代に共演した杉田あきひろと5年ぶりの再会を果たした。杉田から自分の不祥事に関する謝罪を受け、つのだは「なにかできなかったのか、とずっと後悔して、悔やんでいた。でも、このイベントの話を聞いて、これからなにかできるんじゃないか、という気持ちにさせていただきました。」と語った。
現在はテレビ出演やファミリーコンサート出演のほか、オンラインリトミック教室「R Harmony」の開講や、Voicyでチャンネル『つのだりょうこの日々あれこれ』のパーソナリティを務め、近況を報告するなどしている。

## 私生活
在籍期間は被っていないが、『おかあさんといっしょ』での後輩いとうまゆとは家族ぐるみで仲が良い。

## 経歴
- 1999年4月5日 - 2003年4月5日 NHK教育テレビ『おかあさんといっしょ』に18代目うたのおねえさんとして出演。
- 2003年4月20日 - 2005年4月3日 NHK教育テレビ『夢りんりん丸』にりょうこキャプテンとしてレギュラー出演。
- 2004年5月 ソロマキシシングル「Sun Smile」（サンスマイル）をリリース。作詞・作曲も担当。
- 2004年11月 「日本アンデルセン親善大使」に任命された。
- 2005年4月 ディズニー・オン・アイス ディズニー／ピクサー「モンスターズ・インク」のプロモーション・サポーターに選ばれた。
- 2005年7月 結婚を発表。
- 2007年3月 第1子（男子）を出産。
- 2008年4月より2012年3月まで、NHK教育テレビ『すくすく子育て』に司会として出演。
- 2011年6月、朝日生命のイメージソングに「こんなにも」が採用決定[3]。
- 2012年10月 第2子（女子）出産
- 2019年8月12日 『おかあさんといっしょ 60年スペシャル』に、しゅうさえこ、森みゆき、はいだしょうこと共にゲスト出演。

上記のほか、ステージなどで活躍している。

## 出演

### テレビ
- 『おかあさんといっしょ』（1999年4月4日 - 2003年4月5日、NHK Eテレ）- 18代目うたのおねえさん
  - 2019年8月12日放送の『60年スペシャル』と2024年10月2日放送の『65周年 おたんじょうびウィーク』にゲストとして出演。
- 『夢りんりん丸』(2003年4月20日 - 2005年4月3日、NHK Eテレ）- キャプテン
- 『すくすく子育て』（2008年4月 - 2012年3月、NHK Eテレ） - 司会
- 『VS嵐』（2010年7月22日、フジテレビ）- ゲスト出演

## おかあさんといっしょ コンサート
| 公演   | タイトル                                                                        | 出演者（一部を除く） |
| ------ | ------------------------------------------------------------------------------- | --- |
| 1999年 | いつまでもともだち                                                              | 杉田あきひろ、つのだりょうこ、佐藤弘道、タリキヨコ スプー、みど、ふぁど、れっしー、空男 速水けんたろう、茂森あゆみ、松野ちか |
| 1999年 | テレビタイムファミリーステージ99                                                | 杉田あきひろ、つのだりょうこ、佐藤弘道、タリキヨコ スプー、みど、ふぁど、れっしー、空男 古今亭志ん輔、坂田おさむ、神崎ゆう子 速水けんたろう、茂森あゆみ、松野ちか ワンワン、りなちゃん、くぅ、かなちゃん クリス、戸田ダリオ、王健 エディ・エックス、ペッパー・タイガー、メイ・パイカ 秋田きよ美、平田実音、ワクワクさん、ゴロリ |
| 1999年 | 40周年 うたのパーティ                                                           | 杉田あきひろ、つのだりょうこ、佐藤弘道、タリキヨコ スプー、みど、ふぁど、れっしー、空男 眞理ヨシコ、しゅうさえこ、森みゆき 坂田おさむ、神崎ゆう子、速水けんたろう、茂森あゆみ |
| 2000年 | はじめまして!ぐ〜チョコランタン                                                 | 杉田あきひろ、つのだりょうこ、佐藤弘道、タリキヨコ スプー、アネム、ズズ、ジャコビ、ガタラット |
| 2000年 | 歌のファンタジーランド〜ようこそ21世紀〜                                        | 杉田あきひろ、つのだりょうこ、佐藤弘道、タリキヨコ スプー、アネム、ズズ、ジャコビ |
| 2001年 | やぁ!やぁ!やぁ!森のカーニバル                                                   | 杉田あきひろ、つのだりょうこ、佐藤弘道、タリキヨコ スプー、アネム、ズズ、ジャコビ、ガタラット |
| 2001年 | しんごう・なにいろコンサート                                                    | 杉田あきひろ、つのだりょうこ、佐藤弘道、タリキヨコ スプー、アネム、ズズ、ジャコビ |
| 2002年 | 元気いっぱい!たまたまご                                                         | 杉田あきひろ、つのだりょうこ、佐藤弘道、タリキヨコ スプー、アネム、ズズ、ジャコビ ひなたおさむ、かまだみき、恵畑ゆう 小林よしひさ（大学時代、エキストラ出演） |
| 2002年 | バナナン島の大ぼうけん!                                                         | 杉田あきひろ、つのだりょうこ、佐藤弘道、タリキヨコ スプー、アネム、ズズ、ジャコビ ひなたおさむ、かまだみき、恵畑ゆう |
| 2003年 | ゆうきいっぱい!ともだちパワー                                                   | 今井ゆうぞう、はいだしょうこ、佐藤弘道、タリキヨコ スプー、アネム、ズズ、ジャコビ 杉田あきひろ、つのだりょうこ |
| 2005年 | 弘道おにいさんとあそぼ! 夢のビッグパレード ぐ〜チョコランタンとゆかいな仲間たち | 佐藤弘道、今井ゆうぞう、はいだしょうこ、タリキヨコ スプー、アネム、ズズ、ジャコビ ひなたおさむ、かまだみき、恵畑ゆう 坂田おさむ、つのだりょうこ モリゾー、キッコロ |
| 2023年 | 星空コンサートであいましょう                                                    | 花田ゆういちろう、ながたまや、佐久本和夢、秋元杏月 みもも、やころ、ルチータ、あーぷん、ミミコ姉さん 杉田あきひろ（声のみ）、つのだりょうこ（声のみ） |

この他、『ポコポッテイト→ガラピコぷ～→ファンターネ！がやってきた！』など、番組関連イベントに出演している。

## ディスコグラフィー
- 『SUN SMILE』（2004年5月26日、Kind Label）
  - c/w「ち～ちゃんのおかいもの」「ねぇママ」「夕焼け帰り道」
- 『こんなにも』（2011年8月24日、日本コロムビア）
  - c/w「そらのこいぬ」「グーチョキパーでなにつくろう ～はじめてバージョン～」